# Grup Hepsi
Grup Hepsi, oder auch nur Hepsi genannt, war eine türkische R&B-Popgruppe.

## Werdegang
Auch aufgrund des Namens begannen im Sommer 2006 Hepsi in den türkischen Pepsi-Werbungen aufzutreten. In der Fernsehserie Hepsi 1, die jeden Dienstag auf dem Fernsehsender ATV lief, wurde in semidokumentarischer Art das Leben der damaligen vier Frauen vor ihrer Karriere dargestellt. Die erste Staffel lief auf Show TV, sie hatte 2,8 Millionen Zuschauer; die zweite Staffel 2,1 Millionen.
Die Band konnte sich anfangs vor allem durch die Single Yalan auf sich aufmerksam machen. Es entstanden zudem Kollaborationen mit Sezen Aksu, Nükhet Duru oder Murat Dalkılıç.
Im Februar 2009 trennte sich das vierte Mitglied Gülçin Ergül von der Gruppe.

## Mitglieder
Die drei bzw. vier weiblichen Mitglieder waren:
- Cemre Kemer (* 17. Februar 1985)
- Eren Bakıcı (* 18. Mai 1984)
- Yasemin Yürük (* 21. September 1986)
- Gülçin Ergül  (* 30. Oktober 1985)

## Diskografie

### Alben
- 2005: Bir
- 2006: Hepsi 2
- 2008: Şaka (10+1)
- 2010: Geri Dönüşüm

### EPs
- 2006: Tempo (mit Pepsi)

### Singles
| - 2005: Olmaz Oğlan - 2005: Yalan (Hintergrundstimme: Murat Boz, Sample von Anastacia – Why’d You Lie to Me) - 2005: Üç Kalp - 2005: Herşeye Rağmen - 2006: Kalpsizsin - 2006: Aşk Sakızı - 2006: Tempo (mit Sezen Aksu) - 2008: Organik (mit Nükhet Duru) - 2008: 4 Peynirli Pizza (Hintergrundstimme: Kenan Doğulu) - 2008: Sen Bir Tanesin | - 2009: Hep Bana - 2010: Yeter - 2010: Uğraşma - 2010: Nükleer - 2010: Canıma Değsin - 2010: Harikalar Diyarı - 2010: Süper Kızlar - 2011: Şık Şık (mit Volga Tamöz & Murat Dalkılıç) - 2011: Fındık Kadar - 2013: Sarmaş Dolaş |

Quelle:

## Auszeichnungen
Kral Türkiye Müzik Awards
- 2006: Kral Türkiye Müzik Award in der Kategorie Beste Musikgruppe
- 2007: Kral Türkiye Müzik Award in der Kategorie Beste Musikgruppe
- 2008: Kral Türkiye Müzik Award in der Kategorie Beste Musikgruppe

Weitere
- 2006: Jetix Awards – Band of the Year
- 2007: Jetix Awards – Band of the Year
- 2007: Power Turk Music Awards 2007 – Band of the Year
- 2008: 11. Istanbul Fm Music Award 2008 – Band of the Year
- 2008: Will foundation special Atanur Oğuz Schools Soap of the Year